# Gabriele d'Annunzio
Gabriele D’Annunzio (Pescara, 12 de março de 1863 – Gardone Riviera, 1 de março de 1938) foi um poeta e dramaturgo italiano, símbolo do decadentismo e herói de guerra. Além de sua carreira literária, teve também uma excêntrica carreira política.

## Vida

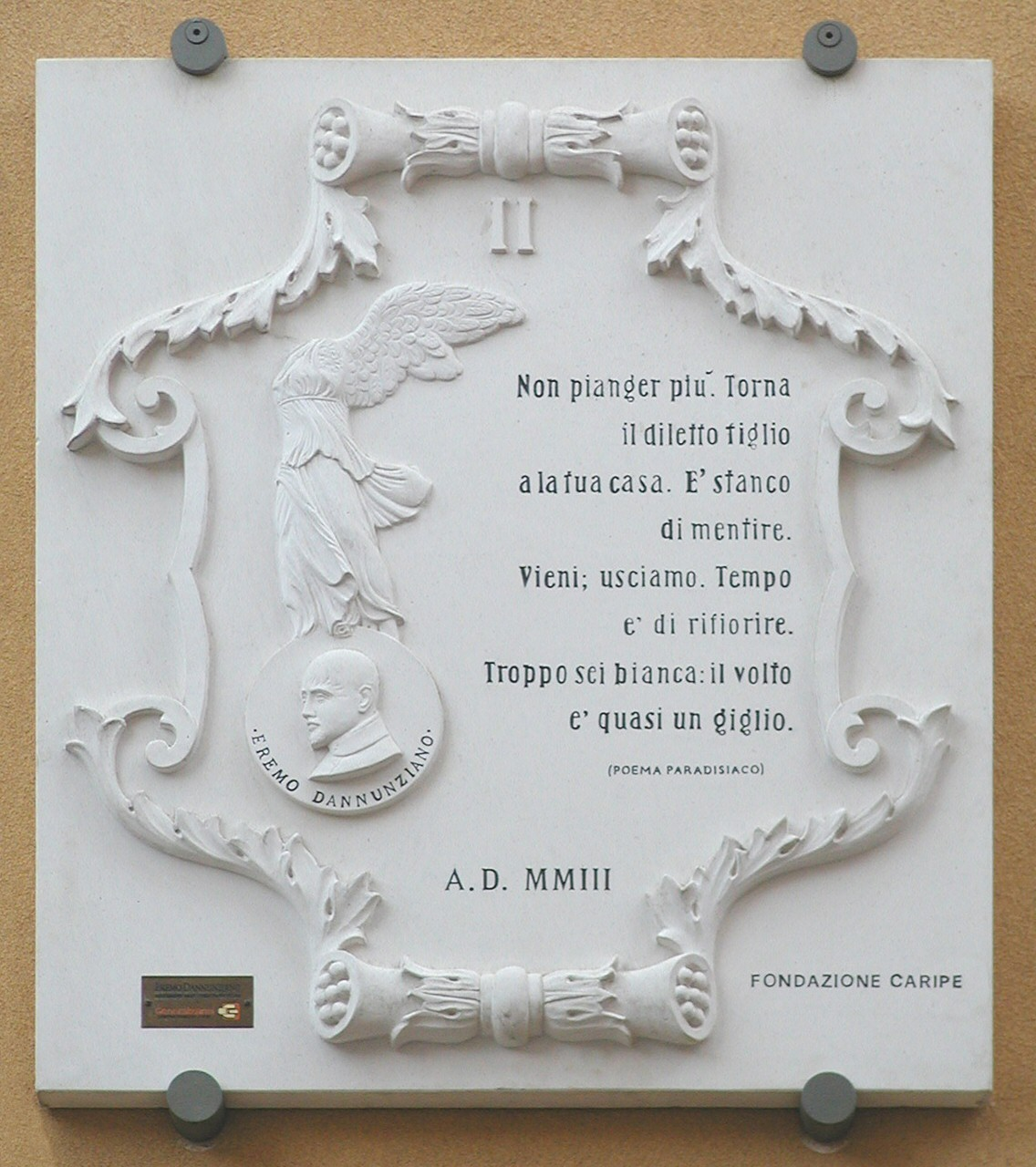
Placa na fachada de sua casa natal em Pescara

Gabriele D'Annunzio era de origem dálmata. Nasceu em Pescara, região dos Abruzos, filho de um rico proprietário de terras cujo nome era originalmente Francesco Rapagnetta, ao qual legalmente adicionou D'Annunzio. Seu talento precoce foi logo reconhecido, e foi enviado à escola no Liceo Cicognini em Prato, Toscana.
Em 1883 D'Annunzio casou-se com Maria Hardouin di Gallese e teve três filhos, mas o casamento acabou em 1891. Em 1894 começou um célebre caso de amor com a famosa atriz Eleonora Duse. Conseguiu papéis importantes para ela em suas peças, tais como La Città morta ("A cidade morta") (1898) e Francesca da Rimini (1901).
Em 1897 D'Annunzio foi eleito para a Câmara dos Deputados para um mandato de três anos, onde atuou como independente de esquerda. Lá colaborou com o compositor Claude Debussy numa peça musical Le martyre de Saint Sébastien ("O martírio de São Sebastião"), 1911, escrito para Ida Rubinstein.

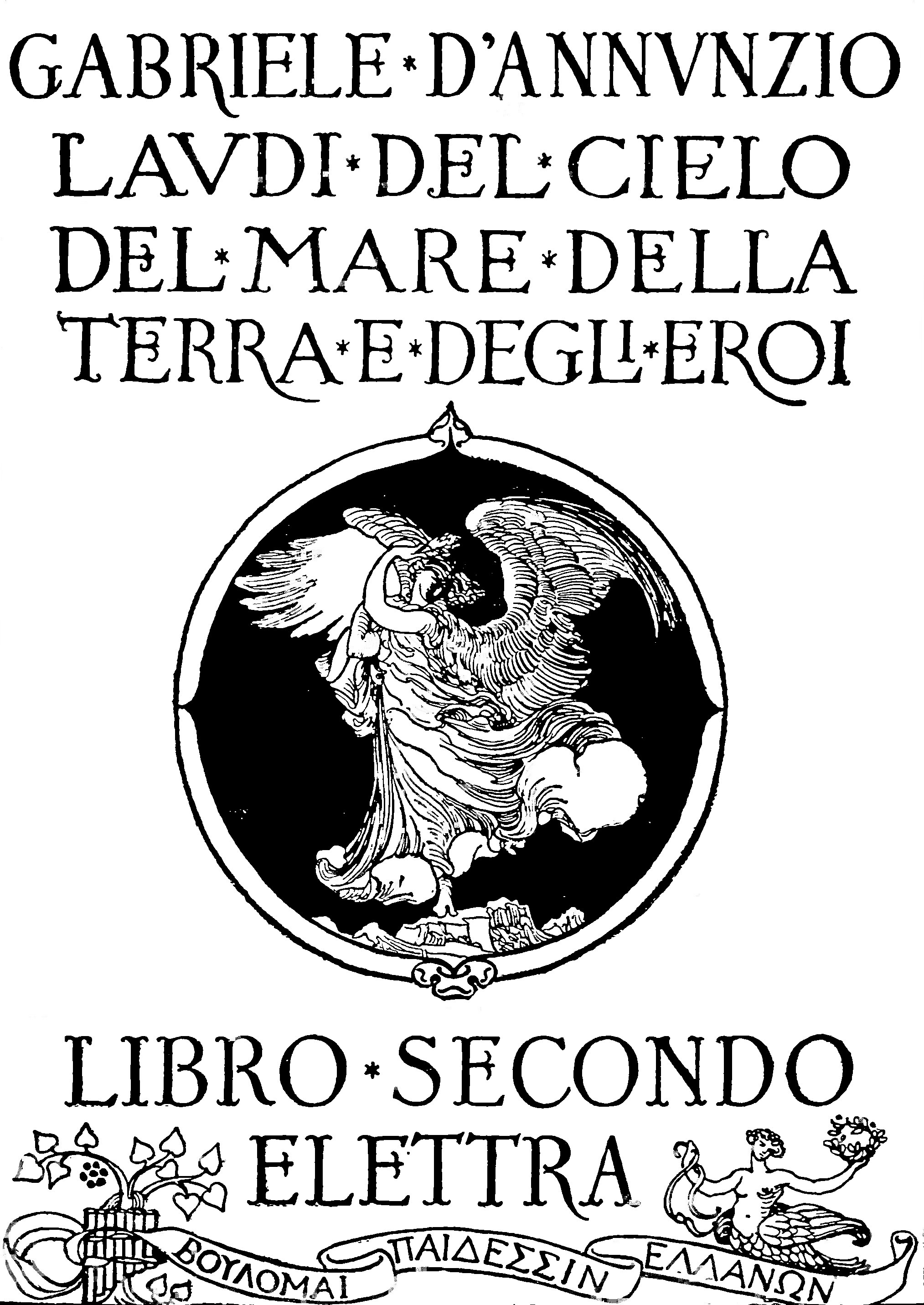
Gabriele d'Annunzio, Laudi, 1918.

Depois do início Primeira Guerra Mundial, D'Annunzio retornou à Itália e fez discursos públicos a favor do ingresso da Itália ao lado dos Aliados. Apresentou-se como voluntário, alcançou celebridade como piloto de caça, e perdeu a visão de um olho num acidente aéreo. Em fevereiro de 1918, tomou parte num ataque, militarmente irrelevante, ao porto de Bukar, hoje na Croácia (conhecido na Itália como La beffa di Buccari), ajudando assim a levantar o ânimo do público italiano, ainda abatido pelo desastre de Caporetto, hoje Kobarid, na Eslovênia. Em 9 de agosto de 1918, como comandante do 87.º esquadrão de caça La Serenissima, organizou um dos grandes feitos da guerra, liderando 9 aviões em um voo de 700 milhas para lançar panfletos de propaganda sobre Viena. A guerra reforçou seu nacionalismo e o irredentismo italiano, e pregou ardorosamente para que a Itália assumisse um papel ao lado de seus Aliados, como uma potência europeia.
Animado com a proposta de que a Itália assumisse o controle da cidade de Fiume (hoje Rijeka na Croácia) na Conferência de Paz de Paris, em 12 de setembro de 1919, liderou um exército nacionalista voluntário de 2000 italianos e tomou a cidade, forçando a retirada das tropas aliadas americanas, britânicas e francesas que a ocupavam. O objetivo era forçar a Itália a anexar Fiume, mas, em vez disso, o governo italiano iniciou um bloqueio, exigindo a rendição dos golpistas.
D'Annunzio então declarou Fiume um Estado independente, a Regência Italiana de Carnaro com uma constituição "social", D’Annunzio proclamando-se "Duce" (caudilho). Tentou organizar uma alternativa para a Liga das Nações para nações oprimidas selecionadas no mundo (tal como os italianos de Fiume), e começou a fazer alianças com vários grupos separatistas nos Balcãs (especialmente grupos de italianos, e também alguns grupos eslavos, embora sem muito sucesso). D'Annunzio ignorou o Tratado de Rapallo e declarou guerra à Itália. Finalmente, em 25 de dezembro de 1920, depois de um bombardeio da cidade pela marinha italiana, ele e suas tropas renderam-se.
Depois do incidente de Fiume, D'Annunzio retirou-se para a sua casa no lago de Garda e passou seus últimos anos escrevendo e fazendo campanhas. Embora tenha tido uma forte influência na ideologia de Benito Mussolini, nunca se envolveu diretamente com a política do governo fascista na Itália.
Em 1937 foi eleito presidente da Academia Real Italiana. D'Annunzio morreu de um acidente vascular cerebral em sua casa em 1 de março de 1938. Benito Mussolini deu-lhe funeral de Estado.
Pode encontrar-se colaboração literária da sua autoria na revista Atlantida (1915–1920).

## Política
D’Annunzio é considerado, um pouco indevidamente, um precursor dos ideais e técnicas do fascismo italiano. Seu ideário nasceu em Fiume (hoje Rijeka na Croácia) quando escreveu junto a Alceste de Ambris sua constituição (Carta del Carnaro). De Ambris se encarregou da parte legal enquanto que D’Annunzio contribuiu com suas habilidades como poeta. A constituição estabelecia um estado corporativista, com nove corporações para representar diferentes setores da economia (empregados, trabalhadores, profissionais), bem como uma "décima" (invento de D’Annunzio), representação dos "humanos superiores" (heróis, poetas, profetas, super-homens). A constituição declarava também que a música era o princípio fundamental do Estado.
Benito Mussolini imitou apenas alguns aspectos externos de D’Annunzio: seu método de governo em Fiume, a economia do estado corporativo, grandes e emotivos rituais nacionalistas, a saudação romana. Contudo, D'Annunzio nunca proclamou respostas brutais e uma forte repressão contra a dissidência política interna; também, a fórmula corporativa na Carta del Carnaro está internamente conectada com artigos de inspiração absolutamente socialistas.

## Obras

### Romances
- Il piacere (1889)
- Giovanni Episcopo (1891)
- L'innocente (1892)
- O Triunfo da Morte - no original Il trionfo della morte (1894)
- Le vergini delle rocce (1895)
- Il fuoco (1900)
- Forse che sì forse che no (1910)

### Tragédias
- La città morta (1899)
- La Gioconda (1899)
- Francesca da Rimini (1902)
- La figlia di Iorio (1904)
- La fiaccola sotto il moggio (1905)
- La nave (1908)
- Fedra (1909)

### Coletâneas de poesia
- Primo vere (1879)
- Canto novo (1882)
- Poema paradisiaco (1893)
- Os cinco livros laudatórios ao céu, ao mar, à terra e aos heróis, escritos entre 1903 e 1918:
  - Maia
  - Elettra
  - Alcyone
  - Merope

### Obras autobiográficas
- La Leda senza cigno
- Notturno
- Le faville del maglio
- Le cento e cento e cento pagine del Libro Segreto di Gabriele D'Annunzio tentato di morire ou Libro Segreto

Memento audere semper— Gabriele D'Annunzio